# Hydroláza

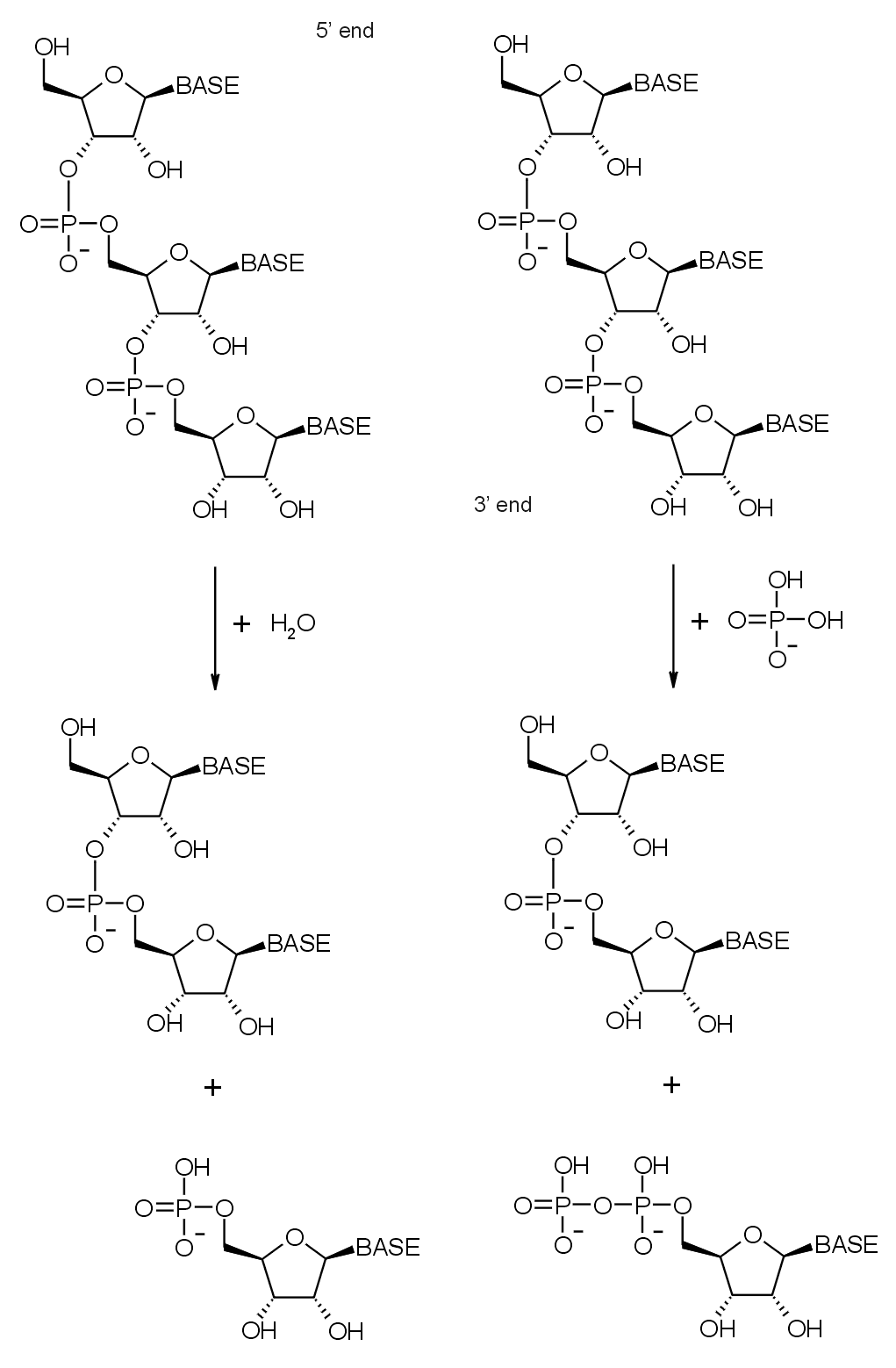
Degradace '3 RNA

Hydrolasa nebo též hydroláza je enzym, který katalyzuje hydrolýzu – tedy rozkladnou reakci, kde je činitelem rozkladu voda.
Tuto reakci – tzv. hydrolytické štěpení vazeb – lze obecně popsat chemickou rovnicí
A–B + H2O → A–OH + B–H
Původní látka A–B je zde vodou rozkládána na nové produkty. Této reakce se účastní i hydroláza (v rovnici není zapsaná), která se však reakcí nemění (proto se jedná o katalyzátor).
Hydrolázy jsou nejpočetnější třídou enzymů.

## Příklady hydroláz
- amidáza
- amyláza
- karboxypeptidáza
- chymotrypsin
- nukleáza, například deoxyribonukleáza ()
- esteráza
- glykozidáza
- hemicelluláza
- laktáza
- lipáza
- peptidáza
- trypsin
- ureáza
- pepsin
- GTPáza
- ATPáza
- PETáza